# Armia „Kraków”

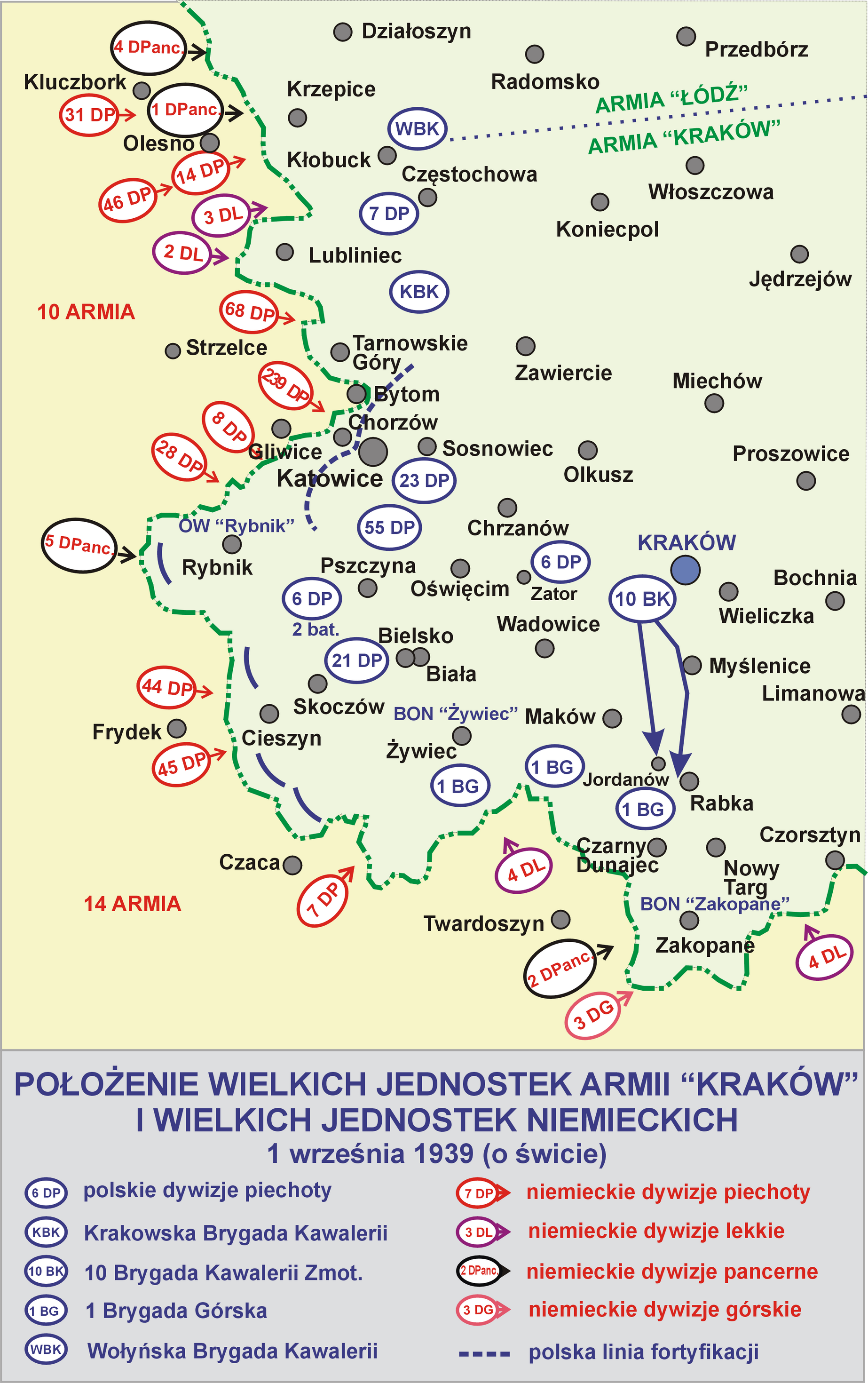

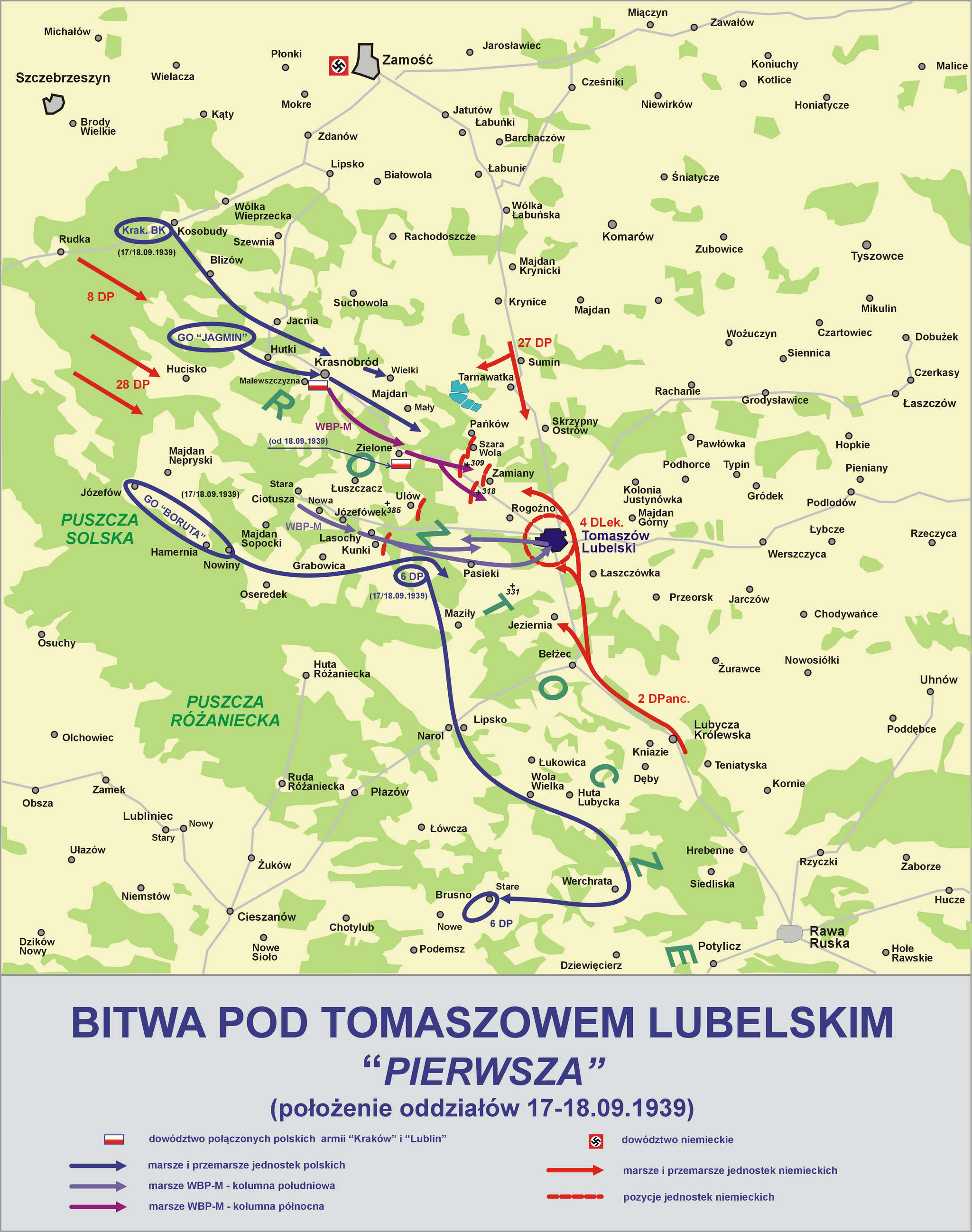

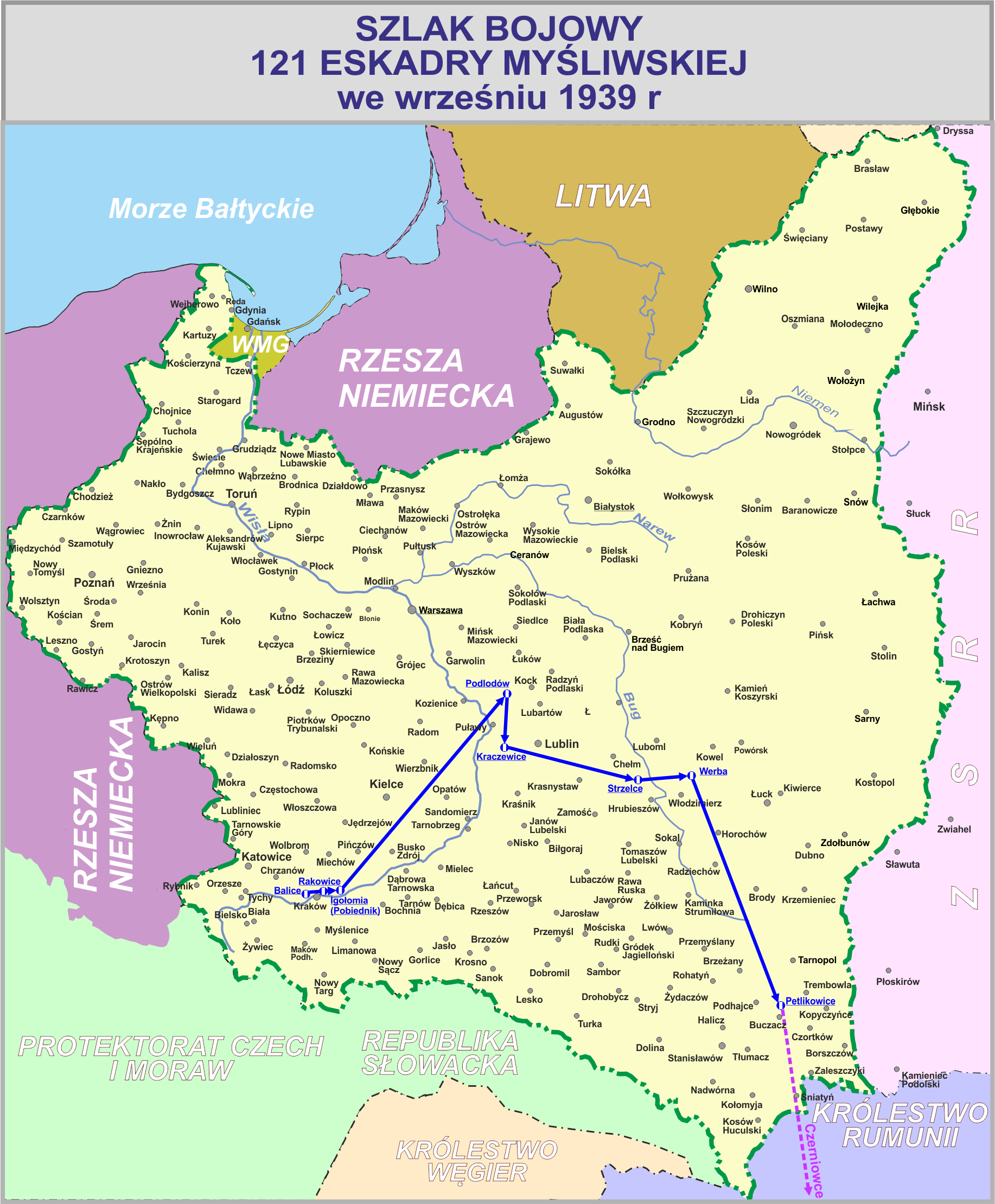

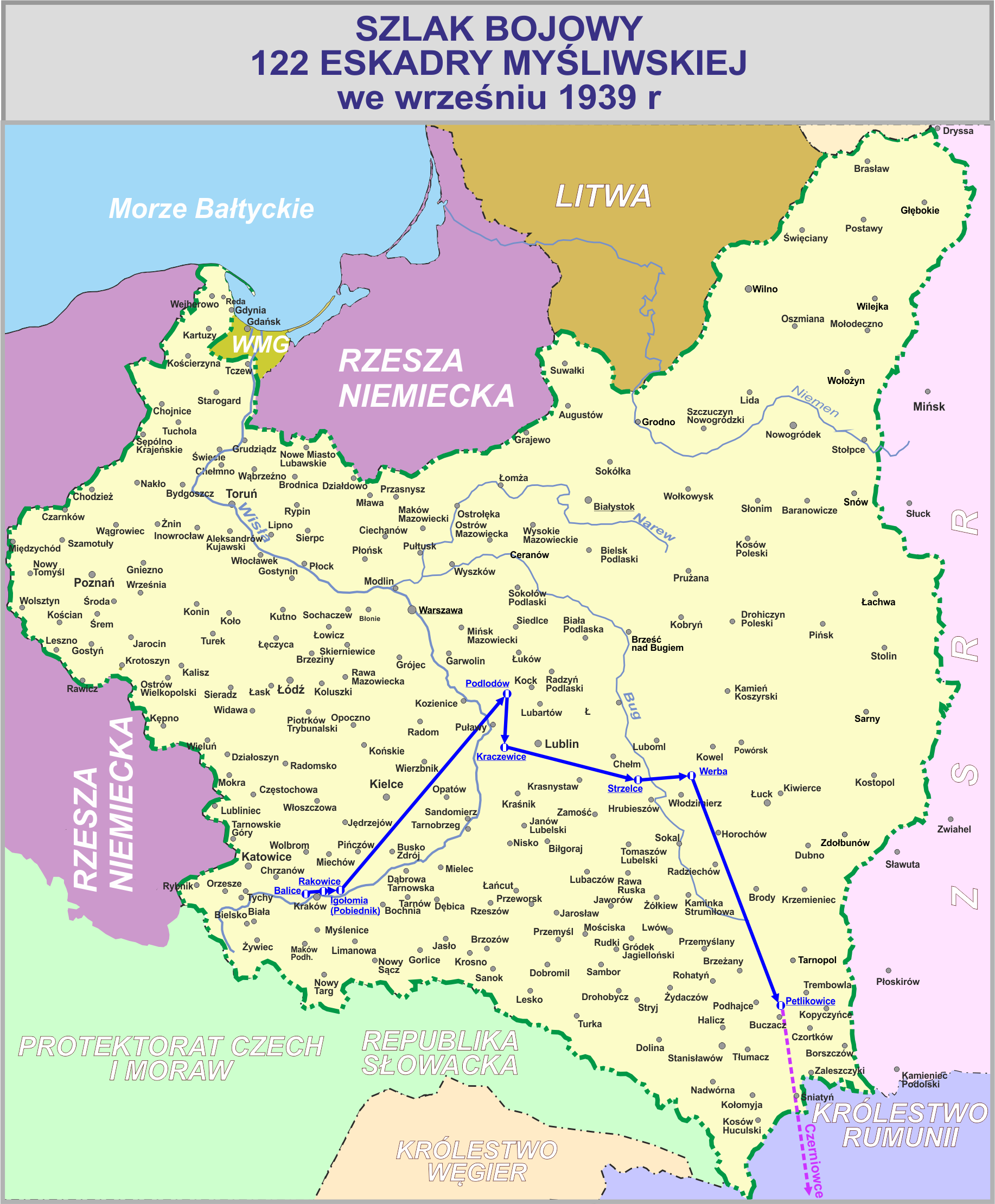

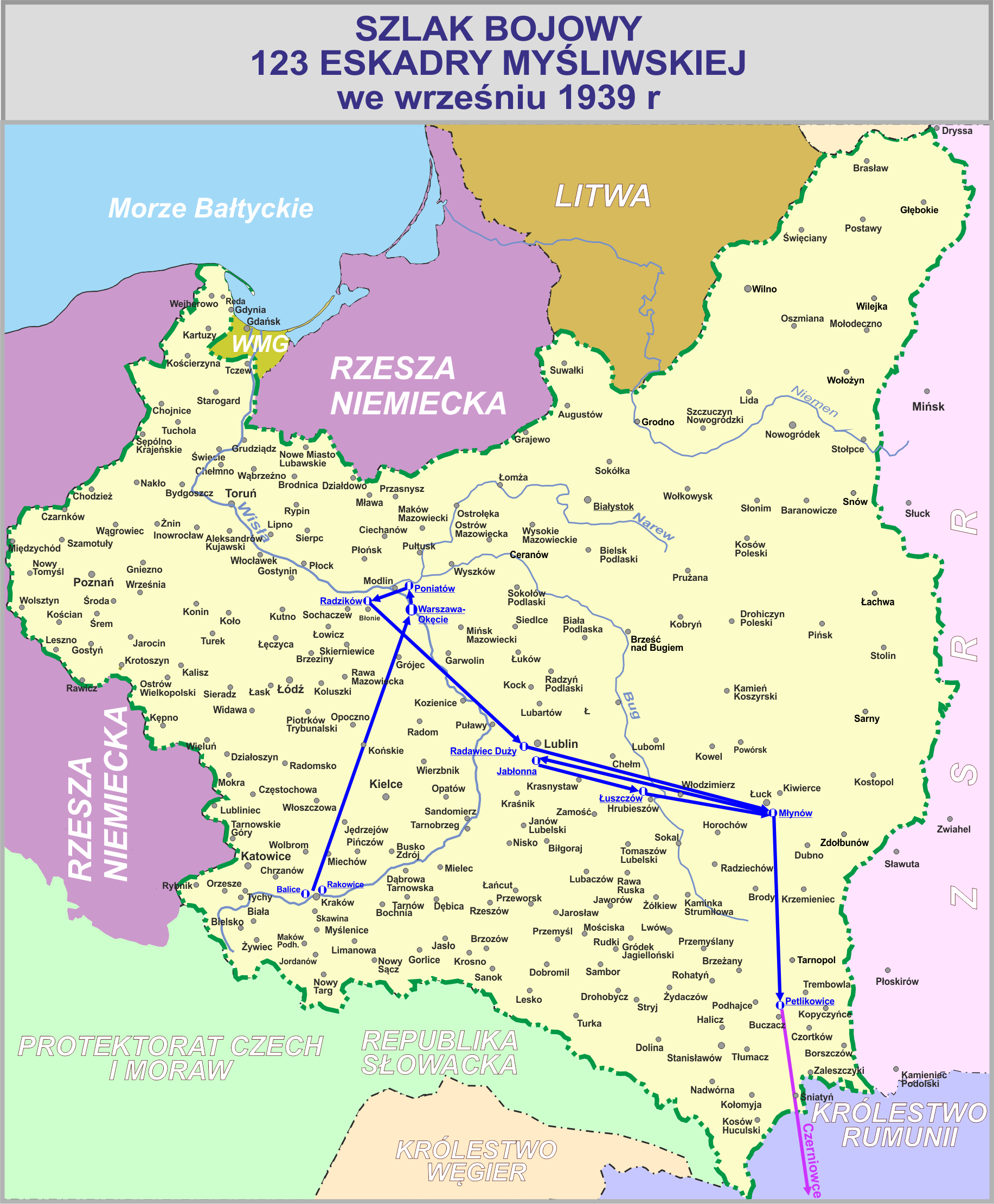

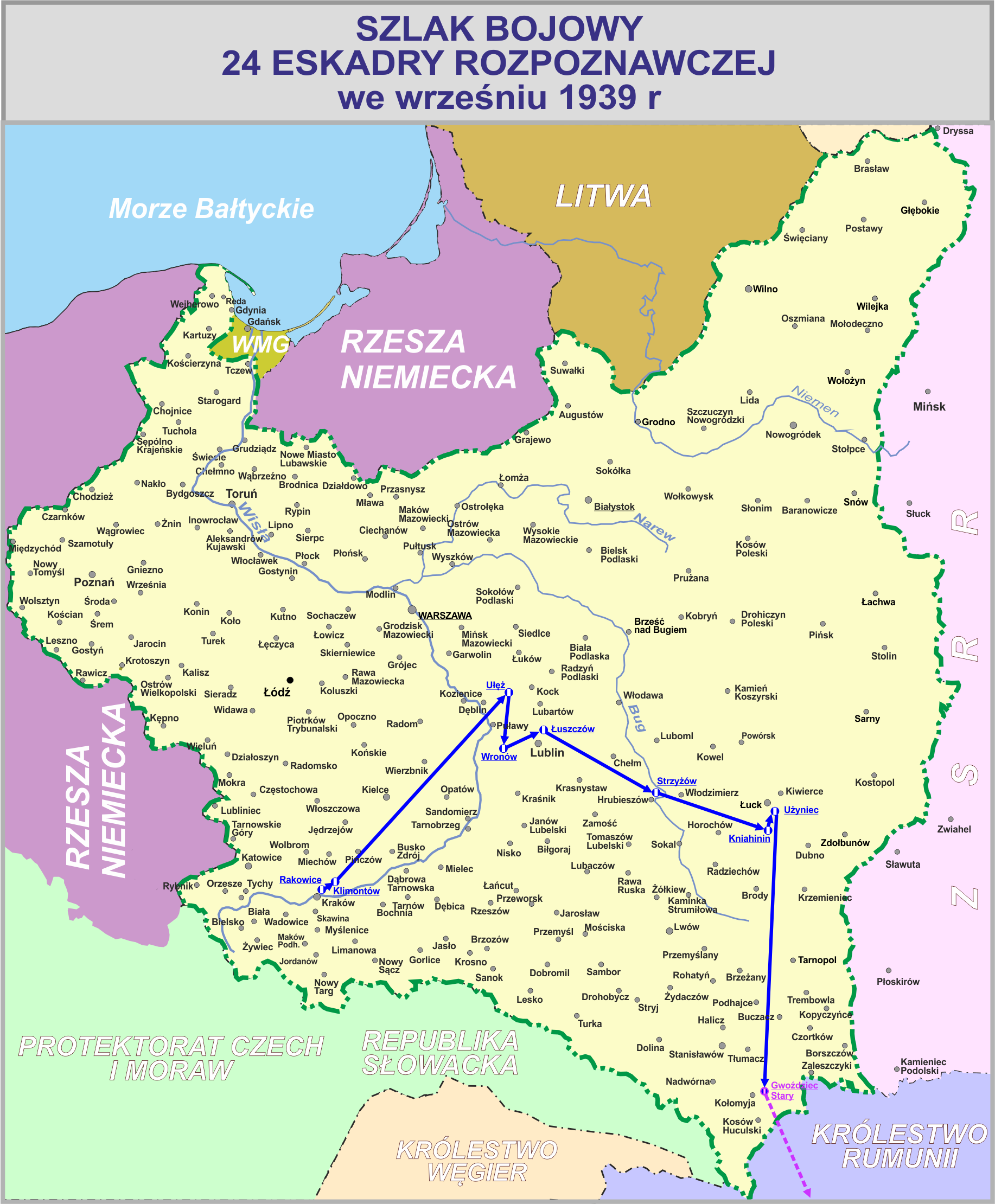

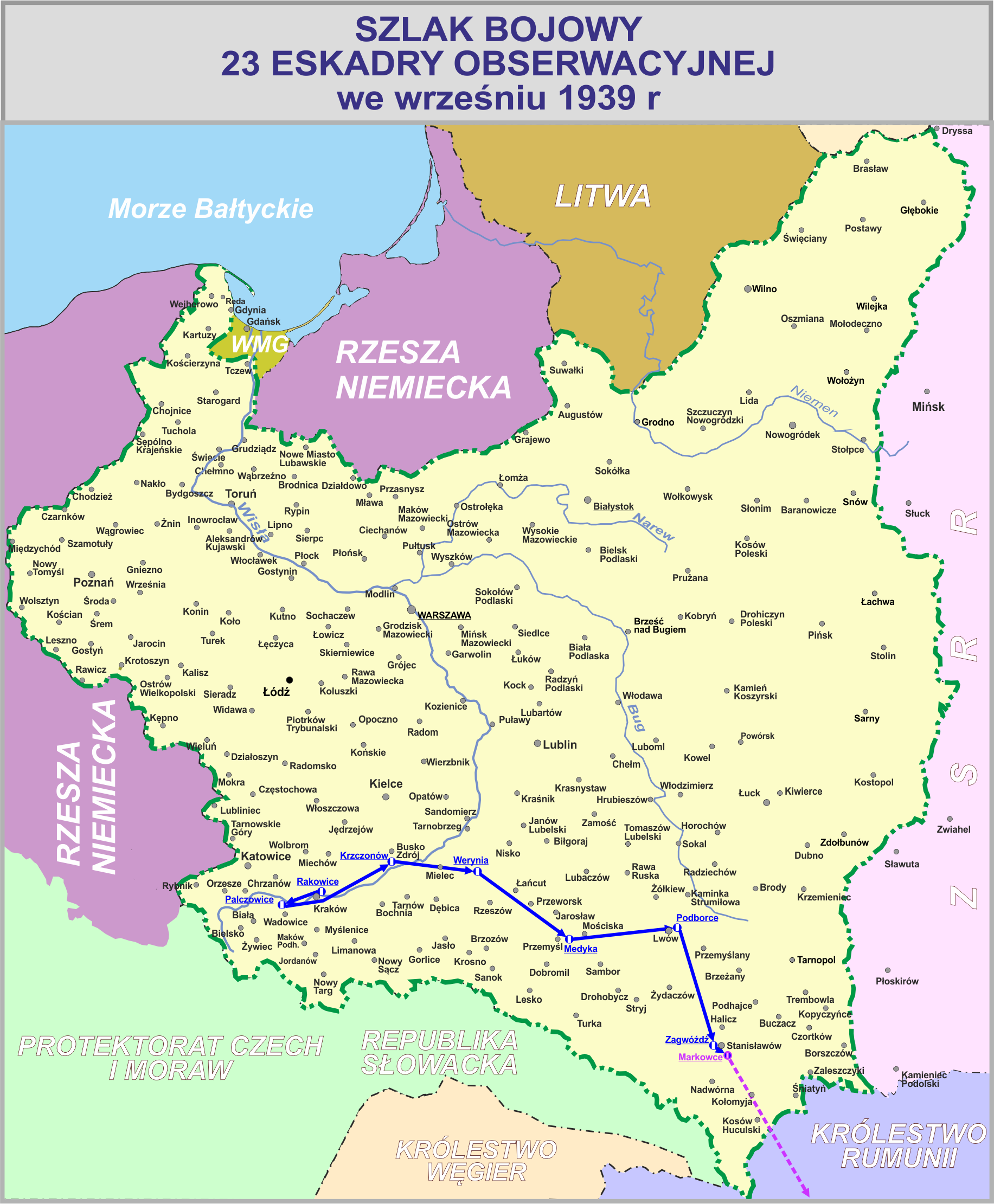

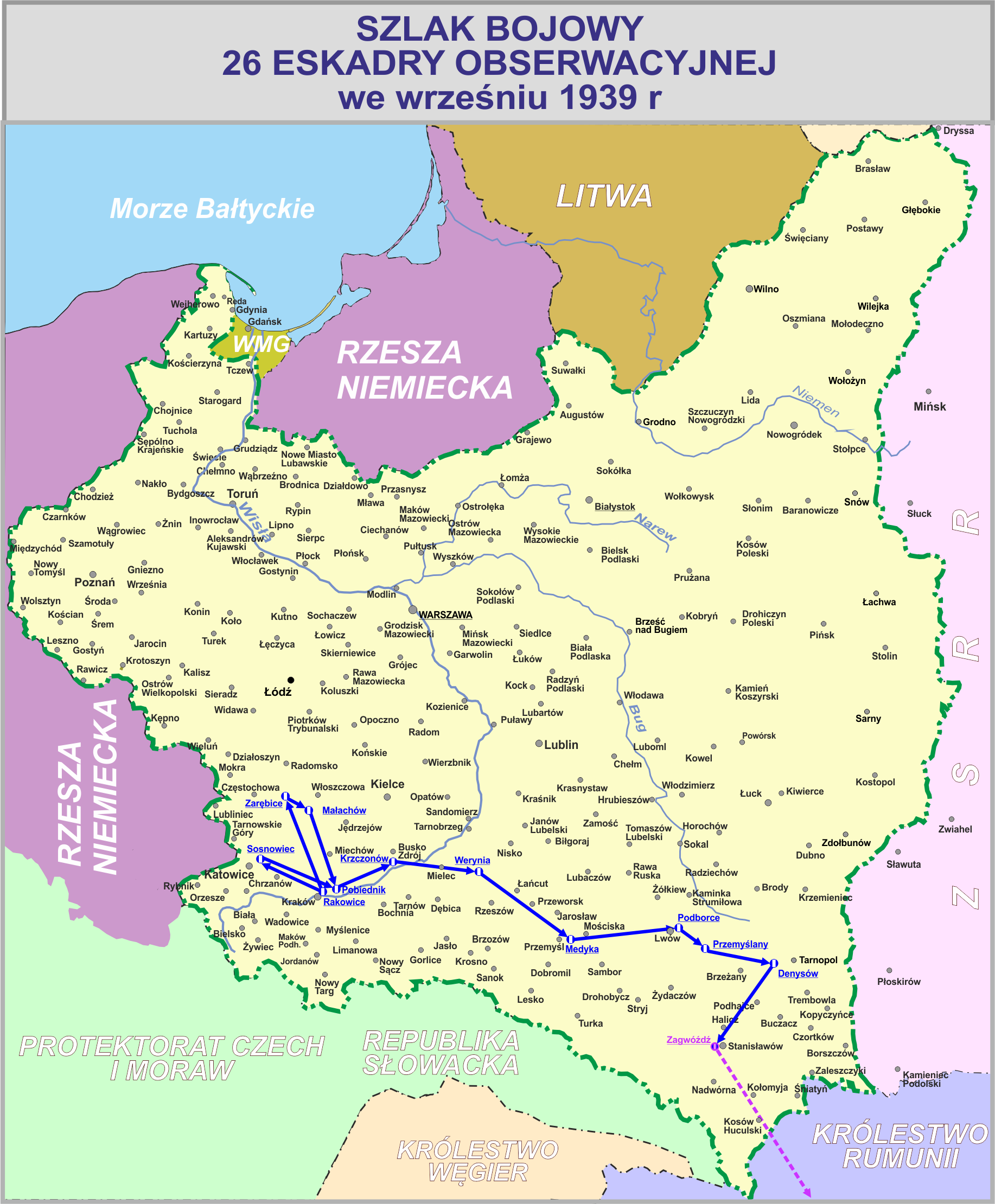

Armia „Kraków” – związek operacyjny Wojska Polskiego II RP utworzony 23 marca 1939 roku w celu osłony Śląska i zachodniej Małopolski.
W czasie kampanii wrześniowej armia dowodzona przez gen. bryg. Antoniego Szyllinga walczyła w składzie pięciu dywizji piechoty (6., 7., 21., 23., 55.), 1 Brygady Górskiej Strzelców, Grupy Fortecznej Obszaru Warownego „Śląsk”, Krakowskiej Brygady Kawalerii oraz 10 Brygady Kawalerii, a później także 22 DP Górskiej. Jej związki taktyczne bronić miały zachodniej i południowej granicy państwa od Częstochowy po Tatry.

Zagrożona odcięciem z terytorium Słowacji, rozpoczęła już 2 września odwrót dwoma zgrupowaniami: na północ od Wisły – GO „Jagmin”, 22 DP,  zaś pogórzem Karpat GO „Boruta”. Połączona za Sanem, walczyła w I bitwie tomaszowskiej. Skapitulowała 20 września.

## Historia armii
15 marca 1939 oddziały Wehrmachtu wkroczyły do Pragi, a 23 marca zajęły litewski port i miasto Kłajpeda. Dwa dni wcześniej, w Berlinie, Joachim von Ribbentrop w rozmowie z ambasadorem Józefem Lipskim zażądał ostatecznej odpowiedzi w sprawie Gdańska i eksterytorialnej autostrady.
21 marca 1939 niżej wymienieni oficerowie otrzymali rozkazy stawienia się w dniu 23 marca o godz. 10.00 w Generalnym Inspektoracie Sił Zbrojnych w Warszawie: ppłk dypl. Jan Rzepecki, mjr dypl. Władysław Steblik, mjr dypl. Kazimierz Szpądrowski i mjr Franciszek Chmura. Oficerowie ci stanowili uzupełnienie sztabu generała do prac przy GISZ, gen. bryg. Antoniego Szyllinga, który stał się zalążkiem dowództwa armii.
23 marca gen. Szylling otrzymał od generalnego inspektora sił zbrojnych, marszałka Edwarda Rydza-Śmigłego pisemny rozkaz z zadaniem dla przyszłej Armii „Kraków” i ściśle określonym wstępnym ugrupowaniem wielkich jednostek piechoty i kawalerii oraz polecenie natychmiastowego opracowania wstępnego planu działania i użycia sił armii, w tym planu niszczeń w pasie granicznym i najpilniejszych prac polowych oraz ustalenia rejonów początkowego rozmieszczenia i rejonów wyładowczych wielkich jednostek. Tego samego dnia gen. Szylling podjął decyzję, uzyskał jej zatwierdzenie przez marszałka Rydza-Śmigłego, a wieczorem przekazał I oficerowi swego sztabu, płk. dypl. Stanisławowi Wilochowi opracowany przez siebie „Wstępny plan działań”. 25 marca zalążek dowództwa armii przybył do Krakowa i zainstalował się w koszarach Jana Sobieskiego przy ulicy Warszawskiej, w siedzibie 5 dywizjonu żandarmerii, jako „Kierownictwo Ćwiczeń «Antoni»”. Tego samego dnia o godz. 12.00 gen. Szylling przeprowadził odprawę z dowódcami wielkich jednostek i dowódcą Okręgu Korpusu Nr V.
27 marca oficerowie dowództwa armii zostali zaprzysiężeni.
Armia „Kraków” otrzymała zadanie:
- bronić rejonu przemysłowego Górny Śląsk,
- osłonić kierunek na Kraków od południowego zachodu, opóźniać i rozpoznać działające tu siły,
- zabezpieczyć możliwie jak najdłużej odcinek linii kolejowej Ząbkowice—Częstochowa,
- ostateczna pozycja obrony: obszar umocniony „Śląsk”, czyli Mikołów–Pszczyna–Biała–Żywiec.

Wykonawcze do rozkazu nakazywały generałowi Szyllingowi, by na kierunku osłony Krakowa od południowego zachodu utworzył w ramach Armii Grupę Operacyjną „Bielsko”.
Kończyła zadanie informacja o działaniu sąsiada na skrzydle Armii „Kraków”, skutkiem czego kierunek Radomsko–Skarżysko miał być tylko dozorowany.
Szerokość pasa działania Armii wynosiła na froncie zachodnim około 160 km, na południowym zaś początkowo 150 km, ostatecznie 100 km, razem ostatecznie 260 km.
Ogólny plan wojny z Niemcami zakładał trwałość południowej granicy opierającej się na paśmie Karpat. Zakładano, że ewentualny front obronny będzie się przesuwał z zachodu i północy w kierunku południowo-wschodnim wokół osi północ – południe, użyto nawet porównania do „zawiasu”, którego oś obrotu leżała na tych kierunkach. W związku z tym pomiędzy miejscowością Bobrowniki a Kochłowicami wybudowano 22-kilometrową linię fortyfikacji, mającą chronić przemysłowy Górny Śląsk od ataku z zachodu. Tak więc podstawowa linia obrony Śląska przebiegała w niewielkiej odległości od granicy. Aneksja Czechosłowacji 15 marca 1939 i „opieka wojskowa” III Rzeszy nad Słowacją zmieniła w zasadniczy sposób położenie strategiczne Polski. Straciła swoje znaczenie naturalna granica wzdłuż Karpat, wydłużył się natomiast w tym rejonie o około 300 km front walki z Niemcami. Względy prestiżowe i moralne, podobnie jak na Pomorzu, nie pozwalały na opuszczenie Śląska bez podjęcia walki. Zakładano także, że niemieckie jednostki pancerne nie zaatakują od południa ze względu na bardzo ciężki teren. Armia „Kraków” otrzymała zadanie obrony rejonu Częstochowy, Górnego Śląska, około 160 km odcinka pomiędzy Krzepicami a Baranią Górą i około 100 km południowego odcinka granicy. Dalej południowej granicy w kierunku wschodnim miała bronić Armia „Karpaty” gen. Fabrycego. Była to bardzo duża długość odcinka obrony co spowodowało, że tylko na Śląsku można było w sposób w miarę ciągły obsadzić pozycje obronne.
Odcinek o długości około 40 km, od miejscowości Niezdara do Żwakowa (obecnie dzielnicy Tychów) na skraju Puszczy Pszczyńskiej obsadziły 23 DP i 55 DP, oddziały forteczne Grupy Fortecznej Obszaru Warownego „Katowice” i 3 dywizjony artylerii. Razem te jednostki tworzyły Grupę Operacyjną „Śląsk” pod dowództwem gen. Sadowskiego. Podstawę obrony tego odcinka stanowiła linia umocnień Bobrowniki – Kochłowice obsadzona przez cztery bataliony forteczne pod dowództwem płk. Klaczyńskiego. Obronę Kobióra w rejonie Puszczy Pszczyńskiej organizowała 6 DP, jednak ze względu na przemieszczenie części jej sił do odwodu w rejon Zatora musiała przejąć ją GO „Śląsk”.
Odcinek od Starej Wsi (obecnie północna dzielnica Pszczyny) przez Pszczynę i dalej przez Czechowice aż po szczyt Klimczoka w Beskidzie Śląskim, czyli około 35 km miały obsadzić 6 DP, 21 DPG – jednostki wchodzące w skład Grupy Operacyjnej „Bielsko”. Pod Pszczyną zajęły stanowiska tylko dwa bataliony z dywizjonem artylerii z 6 DP (reszta stanowiła odwód pod Kobiórem). Najsłabiej został obsadzony stukilometrowy odcinek karpacki od Węgierskiej Górki do Czorsztyna. Odcinek ten obsadziła 1 Brygada Górska Strzelców pod dowództwem płk. dypl. Gaładyka. Brygada składała się z pięciu batalionów, zorganizowanych w dwa pułki piechoty KOP (bataliony: „Berezwecz”, „Wilejka”, „Wołożyn”, „Snów I” i „Snów II”), dwóch batalionów ON („Zakopane” i „Żywiec”) i dwóch kompanii fortecznych (151 i 152).
Północne skrzydło armii zamykała Krakowska Brygada Kawalerii rozwinięta pod Woźnikami. Częstochowę miała osłaniać 7 DP gen. Gąsiorowskiego. Dywizja ta była odosobniona i znajdowała się około 40 km od trzonu armii. Wsparciem dla niej mogła być Wołyńska Brygada Kawalerii z Armii „Łódź”, operująca pod Kłobuckiem i Mokrą.
Pod Zatorem odwód armii stanowiły: duża część 6 DP i 10 BK  płk. dypl. Maczka, której użycie było zastrzeżone do decyzji Naczelnego Dowództwa. W planach miały tu być jeszcze 11 DP, ale w ostateczności została przydzielona do Armii „Karpaty” i 45 DP (Rez.), której jednak do dnia wybuchu wojny nie zdołano scalić organizacyjnie w jedną jednostkę.

28 sierpnia 1939 do Słowacji weszły, między innymi, niemieckie 2 DPanc. i 4 DLek. – razem około 500 czołgów i samochodów pancernych. Jednostki te zostały skierowane na Orawę. To było główną przyczyną pozostawienia większej części 6 DP w odwodzie pod Zatorem. W nocy z 31 sierpnia na 1 września sztab armii został zaalarmowany o wzmożonej aktywności wojsk niemieckich pod Tatrami. 1 września o świcie ruszyły do natarcia na pozycje Armii „Kraków” 14 Armia gen. Lista i część 10 Armii dowodzonej przez gen. Reichenaua, razem 19 wielkich jednostek, w tym 16 pierwszego rzutu. Trzecią część wojsk niemieckich skierowanych na Polskę stanowiły siły rzucone na południowo-zachodni odcinek obrony. Z telefonicznego meldunku płk. Gaładyka z godz. 7:30: 
Cała dolina Orawy jest pełna setek czołgów, samochodów pancernych i transportowych, sunących na Jabłonkę, Spytkowice i Czarny Dunajec, 1 pułk KOP spełni swą rolę Leonidasa, ale myślcie o swoim skrzydle i tyłach.
Pierwsze godziny wojny pokazały, że nieprzyjaciel chce ogromną siłą przełamać północne i południowe skrzydła armii i zamknąć jej resztę pomiędzy fortyfikacjami „śląskimi” a Krakowem. W takiej sytuacji, gen. Szylling skierował 10 BKZmot. już o godz. 8:00, bez zgody Naczelnego Dowództwa, w rejon Chabówki i Jordanowa.
Między 8 a 13 września oddziały Armii cofały się wzdłuż Wisły, zmierzając ku wschodowi w dwóch oddzielnych zgrupowaniach (GO „Jagmin” gen. Sadowskiego na północy i GO „Boruta” gen. Boruty-Spiechowicza na południe od Wisły). W tym czasie toczyły one nieustanne walki, zwane przez historyków „bitwą odwrotową”. Po walkach pod Nowym Korczynem, Wiślicą, Stopnicą, Pacanowem, Osiekiem i Baranowem głównym siłom Armii udało się dotrzeć do przepraw na Wiśle (jeden z mostów w Baranowie o długości 345 m zbudowany został przez armijnych saperów 11 IX w ciągu 9 godzin) i przekroczyć je 11 września z ciężkim sprzętem, dzięki czemu mogły one nadal wiązać przeszło połowę sił 14 Armii niemieckiej. W pewnym stopniu do obronnego sukcesu Armii przyczynił się jej ruch po stykach 10 i 14 Armii niemieckiej, nie zwracających swoich głównych wysiłków na skrzydła.
Koło Kraśnika Armia „Kraków” z generałem Antonim Szylingiem połączyła się z Armią „Lublin” Tadeusza Piskora i jako jednolite zgrupowanie uczestniczyła w bitwie pod Tomaszowem Lubelskim 17–20 września. Wobec braku możliwości przebicia się na południe, tamże skapitulowała.

## Obsada personalna Kwatery Głównej armii
Dowództwo

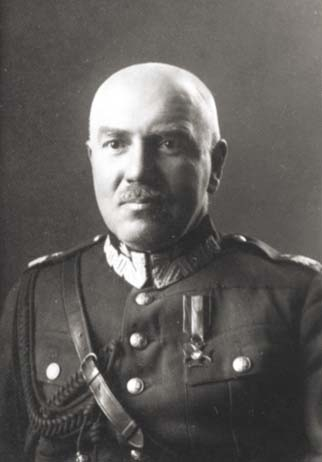
gen. bryg. Antoni Szylling

- dowódca armii – gen. bryg. Antoni Szylling (← generał do prac przy GISZ)
- oficer ordynansowy – rtm. Włodzimierz Zawadzki
- dowódca etapów – gen. bryg. Aleksander Narbut-Łuczyński (← dowódca Okręgu Korpusu Nr V)
- zastępca dowódcy etapów – gen. bryg. Bolesław Jatelnicki (← zastępca dowódcy Okręgu Korpusu Nr V)
- szef sztabu etapów – ppłk dypl. Witosław Porczyński (← szef Sztabu Okręgu Korpusu Nr V)
- dowódca Lotnictwa i OPL – płk obs. Stefan Sznuk (← dowódca Grupy Szkół Lotniczych)
- dowódca artylerii – płk art. Leon Bogusławski (← dowódca 5 Grupy Artylerii)
- dowódca broni pancernych – ppłk Janusz Górecki (← dowódca 5 bpanc.)
- dowódca saperów – ppłk inż. Ryszard Jaworowski (← oficer saperów sztabu generała do prac przy GISZ)

Sztab
- szef sztabu – płk dypl. Stanisław Wiloch (← I oficer sztabu generała do prac przy GISZ)
- szef Oddziału II – ppłk dypl. Marian Zdon (← II oficer sztabu generała do prac przy GISZ, poległ 2 IX)
  - szef Wydziału Wywiadowczego – mjr dypl. Kazimierz Szpądrowski (← 6 pac, od 3 do 13.IX szef Oddziału II)
  - szef Wydziału Ewidencyjnego – mjr dypl. Władysław Steblik (← 20 pp, od 13.IX szef Oddziału II)
- szef Oddziału III – ppłk dypl. Jan Rzepecki (← wykładowca WSWoj.)
  - zastępca szefa Oddziału III – ppłk dypl. Stanisław Pstrokoński (→ kwatermistrz Armii „Karpaty”)
  - zastępca szefa Oddziału III – mjr dypl. Zygmunt Dobrowolski (od lipca)
  - oficer sztabu – mjr dypl. piech. Wacław Spława-Neyman
- dowódca łączności – ppłk Ignacy Junosza-Drewnowski
- zastępca dowódcy łączności – mjr łącz. Franciszek II Chmura
- kwatermistrz – płk dypl. Franciszek Tomsa-Zapolski
- szef Oddziału I – ppłk dypl. Aleksander Jędruch (jednocześnie szef Oddziału IV)
  - pomocnik – mjr dypl. Stanisław Piotrowski
- szef Oddziału IV – ppłk dypl. Aleksander Jędruch
- szef służby intendentury – płk int. z wsw Szymon Miodoński
- szef służby uzbrojenia – ppłk uzbr. Jan Kiss
- szef służby zdrowia – ppłk lek. dr Władysław Gergovich
- szef służby weterynarii – płk lek. wet. dr Tadeusz Kucz
- szef służby duszpasterstwa – ks. st. kpl. Bolesław Cyriak Truss †5 XII 1942 KL Dachau
- szef kolejnictwa – płk dypl. sap. inż. st. sp. Marian Przybylski
- dowódca żandarmerii – ppłk żand. dr Alfred Riesser
- komendant Kwatery Głównej Armii – kpt. Józef Wiciński

## Ordre de Bataille armii
- Kwatera Główna Armii „Kraków”
  - kolumna samochodów osobowych nr 51
  - sąd polowy nr 61
  - pluton pieszy żandarmerii nr 123
  - kompania asystencyjna nr 211
- Grupa Operacyjna „Śląsk”
- Grupa Operacyjna „Bielsko”
- 7 Dywizja Piechoty
- 10 Brygada Kawalerii
- Krakowska Brygada Kawalerii
- Obszar Warowny „Kraków”
  - 4 batalion forteczny
- 65 batalion saperów
- pociąg pancerny nr 51 – „Pierwszy Marszałek”
- pociąg pancerny nr 54 – „Groźny”
- kompania radio nr 1
- kompania stacyjna łączności nr 8
- kompania telefoniczno-budowlana nr 10
- kompania telefoniczno-kablowa nr 14
- kompania telefoniczno-kablowa nr 15
- samodzielna drużyna gołębi pocztowych nr 7

Lotnictwo i obrona przeciwlotnicza armii:
- Dowództwo Lotnictwa i Obrony Przeciwlotniczej Armii „Kraków”
- pluton łącznikowy nr 3
- 24 eskadra rozpoznawcza
- III/2 dywizjon myśliwski
- 23 eskadra obserwacyjna
- 26 eskadra obserwacyjna

W skład armii weszły następujące pododdziały i środki walki:
- 60 batalionów piechoty[b]
- 29 szwadronów kawalerii
- 312 dział polowych
- 40 dział przeciwlotniczych
- 90 czołgów
- 53 samoloty
- 2 pociągi pancerne nr 51 i 54

Pierwotnie dla Armii przewidziane były dywizje 7, 11, 21, 23, 45 i 55 oraz Krakowska Brygada Kawalerii.

## Upamiętnienie
W Proszowicach nazwę Armii „Kraków” nadano ulicy przebiegającej w sąsiedztwie cmentarza i miejsca walk 6/7 września 1939 roku.
W Żębocinie nazwę Armii „Kraków” nosi miejscowa Szkoła Podstawowa. Była to pierwsze takie upamiętnienie. Uroczystość odbyła się 17 września 1989 roku. 

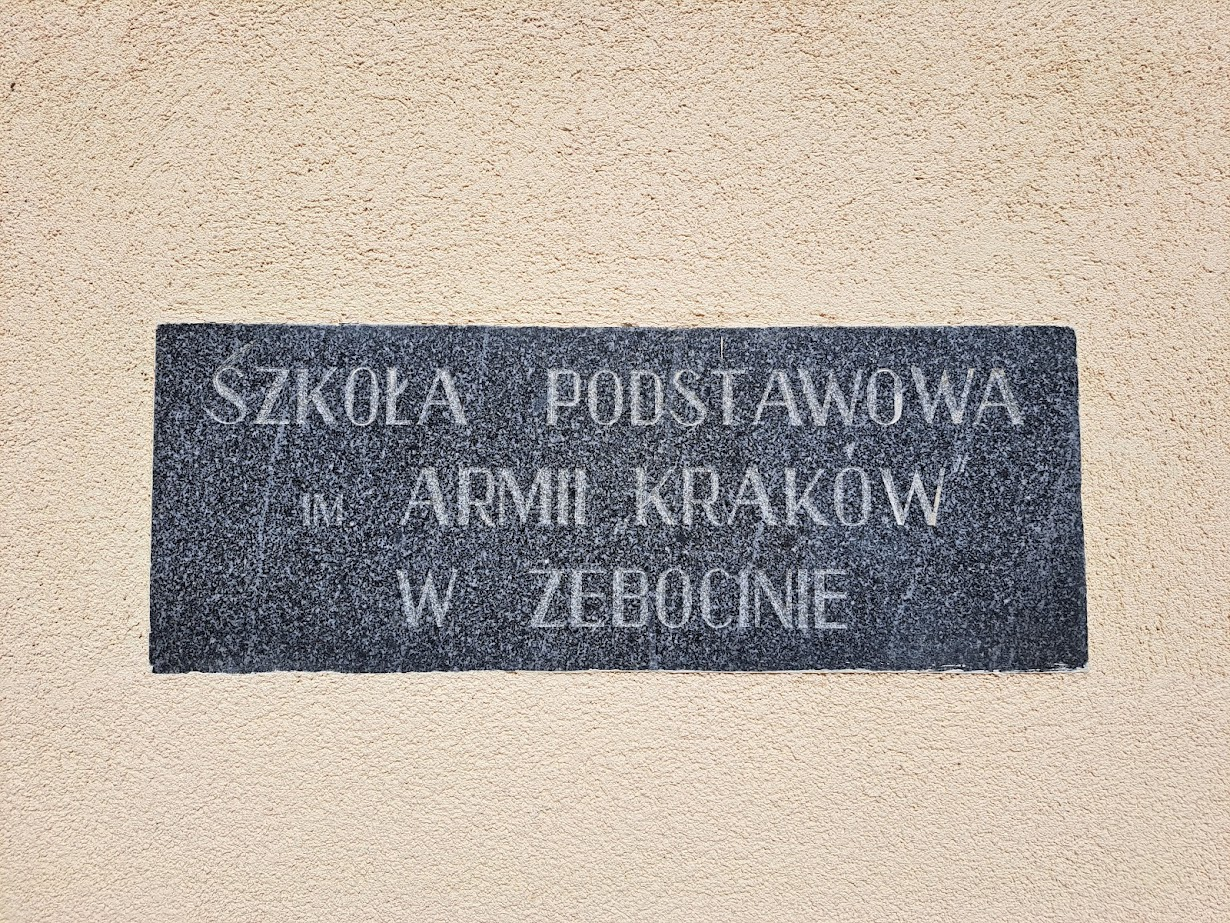
Tablica z nazwą Szkoła Podstawowa im. Armii Kraków w Żębocinie

Imię Szkoły Podstawowej im. Żołnierzy Armii Kraków nadano szkole w Łosińcu wsi położonej w województwie lubelskim, w powiecie tomaszowskim, w gminie Susiec.
W Krakowie nazwę Armii „Kraków” nadano ulicy w Jugowicach, dawnej wsi, obecnie osiedle domków jednorodzinnych w Krakowie, w Dzielnicy X Swoszowice.